# Sklop Kvartira u Sinju
Sklop Kvartira nalazi se u Sinju, na adresi ulica Kvartiri.

## Opis
Sklop Kvartira (konjičke vojarne) nalazi se zaštićen dvjema utvrdama (na sjeveroistoku tvrđavicom Kamičak i na sjeverozapadu tvrđavom Stari grad), u samom središtu Sinja. Izgrađen je 1760. godine za vrijeme mletačke uprave u Dalmaciji, kao vojarna za smještaj konjice. Kvartiri su doživjeli veće preinake i pregradnje u 19. i 20. stoljeću. Danas je sklop obnovljen za Alkarske dvore i Muzej Sinjske alke. Sklop Kvartira, iako je tijekom vremena doživio mnoge preinake koje su djelomično izmijenile njegov izvorni izgled i karakter, jedinstveni je primjer vojne arhitekture u Dalmaciji i najočuvaniji objekt javnog graditeljstva iz vremena mletačke uprave Sinjem i Cetinskom krajinom.

## Zaštita
Pod oznakom Z-5518 zaveden je kao nepokretno kulturno dobro - pojedinačno, pravna statusa zaštićena kulturnog dobra, klasificirano kao "javne građevine".